# Vlag van Las Palmas

Onofficiële vlag van de provincie Las Palmas

De Spaanse provincie Las Palmas voert geen officiële vlag. De provincie Las Palmas heeft geen Provinciale Raad, omdat de bevoegdheden zijn verdeeld tussen de Canarische regering en de respectieve eilandsraden van Gran Canaria, Fuerteventura en Lanzarote. De Mancomunidad Provincial interinsular de Cabildos de Las Palmas is verantwoordelijk voor de vertegenwoordiging van de provincie in bepaalde staatsinstellingen en bestaat uit vertegenwoordigers van de corresponderende Cabildos en de regering van de Canarische Eilanden.
De onofficiële vlag bestaat uit twee even brede verticale banen in de kleuren blauw en wit met in het midden het provinciale wapen.